# 第一代诺福克公爵约翰·霍华德

第一代诺福克公爵的纹章

第一代诺福克公爵约翰·霍华德KG（约1425年—1485年8月22日），是一位英国贵族、士兵、政治家和第一个来自霍华德家族的诺福克公爵。他是理查三世国王的密友和忠实支持者，1485年在博斯沃思战役中，霍华德与理查三世一同被杀。

## 家庭
约翰·霍华德于1425年左右出生，他是滕德林的罗伯特·霍华德爵士 (1398-1436) 和玛格丽特·德·莫布雷 (1391-1459) 的儿子。
约翰·霍华德是英国皇室的后裔。他父亲是约翰国王的次子理查德的后裔。在他母亲方面，霍华德也是第一代诺福克伯爵托马斯的后裔。

## 职业生涯
霍华德于1436年继承了他父亲的爵位。在他年轻的时候，他住在他的堂兄诺福克公爵约翰莫布雷的家里，并被卷入了诺福克与萨福克公爵威廉德拉波尔的冲突中。 1453年，他卷入了与萨福克的妻子爱丽丝·乔叟的官司。他于1449年进入了议会，在1450年代，他设立了几个地方办事处。根据克劳福德的说法，在此期间，他曾一度被描述为“像野牛一样”。据说他在1452年与曾莱尔勋爵一起远征盖耶纳，但于1453年7月17日在卡斯蒂永被击败。
在玫瑰战争期间，霍华德是约克家族的忠实拥护者，并于1461年3月29日在陶顿战役中被国王爱德华四世封爵，他的封地是诺维奇城堡和科尔切斯特城堡，“这是霍华德为约克家族服务的开始，该服务将持续到他的余生。” 
1461年霍华德成为了诺福克和萨福克郡的高级警长，在1462-1464年间参加了针对兰开斯特人的军事行动。1467年，他被派往勃艮第，成为安排国王的妹妹约克的玛格丽特与勃艮第公爵查尔斯结婚的三名英国大使之一。大约在这个时候，他被任命为国王议会的成员。1468年，他是护送约克的玛格丽特前往勃艮第参加婚礼的人之一。  在1460年代，霍华德参与了科尔切斯特圣约翰修道院的内政，他是该修道院的赞助人。 1464年阿德利修道院院长去世后，他干预了修道院的继承人选举，并帮助约克派的支持者约翰·卡农赢得了选举。在卡农于1464年去世后，霍华德支持新的约克派支持者斯坦斯特德参与选举。 
根据克劳福德的说法，霍华德在1470年成为富人，当爱德华四世的第一个统治结束时，他被迫流亡到欧洲大陆。在内兰(Nayland) 的斯托克 (Stoke) 地区，霍华德拥有大约16座庄园，其中7座是国王于1462年授予他的。1463年之后，他购买了许多其他庄园，其中6座被他的堂兄伊丽莎白霍华德之子，第十二代牛津伯爵约翰·德维尔收走。 
霍华德于1470年10月15日被传唤到议会，并被封为霍华德勋爵。1472年4月24日，他被授予嘉德勋章。1475年，霍华德陪同国王爱德华出征法国。 
1483年4月，爱德华四世去世，英王理查三世登基。霍华德被任命为高级管家勋爵。1483年6月28日，他被封为诺福克公爵。此外，他还被国王任命为元帅伯爵，以及全英格兰、爱尔兰和阿基坦的海军大臣。

## 婚姻和子嗣

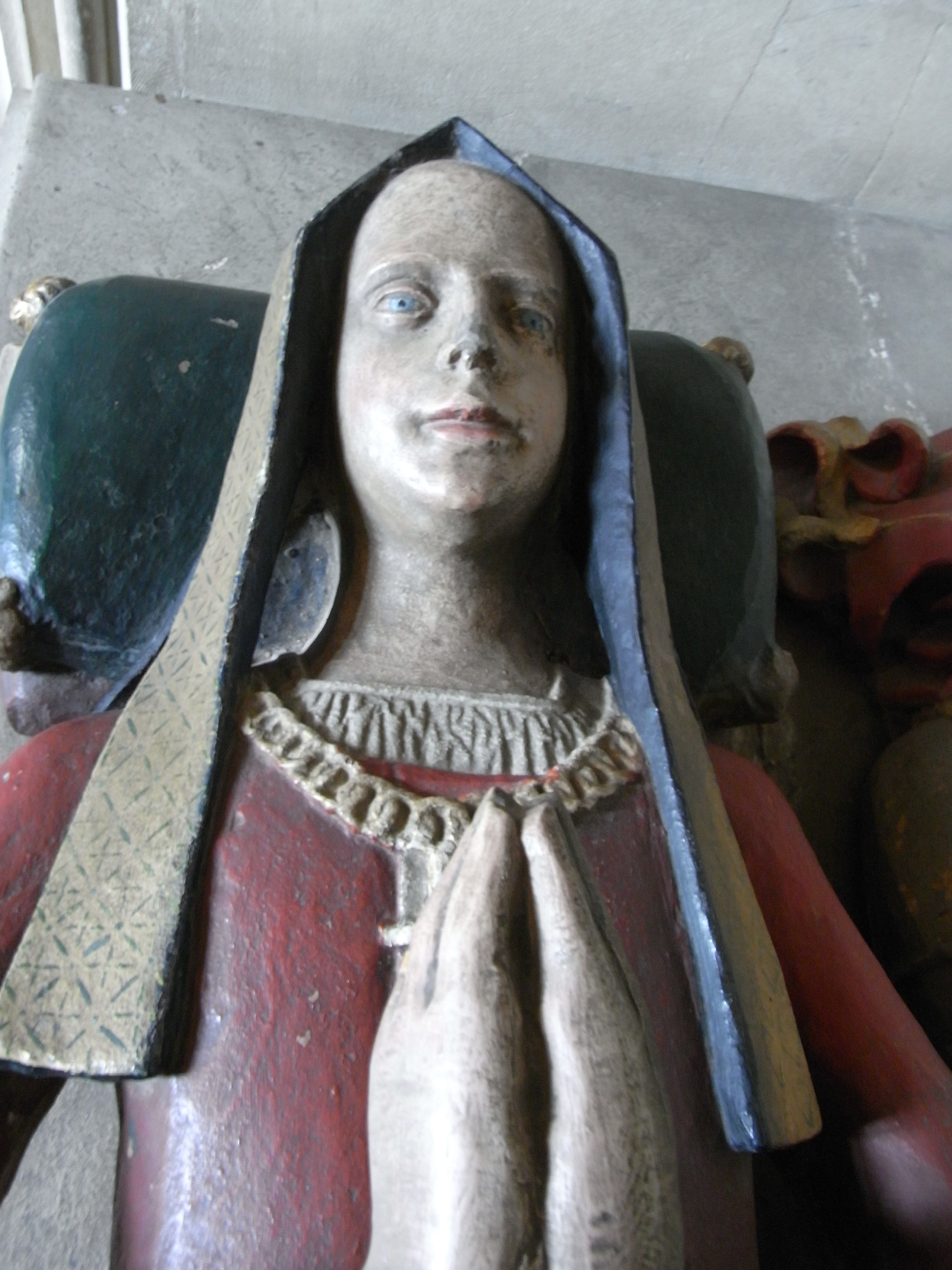
霍华德的女儿安妮

诺福克公爵与第一任妻子凯瑟琳·莫林斯 (Catherine Moleyns) 生了两个儿子和四个女儿，继承爵位的是：  
- 托马斯霍华德，第二代诺福克公爵，萨里伯爵 (1443-1524年5月21日），他有十个孩子，包括第三代诺福克公爵托马斯霍华德。

他和他的第二任妻子玛格丽特·切德沃斯 (Margaret Chedworth) 生了一个女儿：  

## 阵亡
诺福克公爵于1485年8月22日在博斯沃思战场战役中不敌约翰萨维奇而被杀。他的朋友理查德国王也在早些时候被杀。霍华德是先锋队的指挥官，他的儿子萨里伯爵是他的副官。在战斗之初，霍华德在和牛津伯爵的争斗中被撕下头盔后，被一名兰开斯特士兵射中面部而丧生。他在理查国王面前被杀，这对国王的士气造成了一定的影响。
战争结束后，霍华德被安葬在塞特福德修道院，但他的尸体似乎在宗教改革运动中被移到了弗拉姆灵厄姆教堂第三代诺福克公爵的墓地。
霍华德是安妮·博林(Anne Boleyn) 和凯瑟琳·霍华德(Catherine Howard) 的曾祖父，分别是国王亨利八世的第二位和第五位王后。因此，通过安妮博林，他成为了伊丽莎白一世的曾曾祖父。在他死后，新国王亨利七世宣布他的头衔被没收，但他的儿子第一代萨里伯爵后来被允许继承诺福克公爵的爵位。

## 注脚
1. ↑  Richardson 2011，第566–76頁.
2. 1 2 3 4 5  Cokayne 1936，第610–12頁.
3. 1 2 3 4  Crawford 2004.
4. 1 2 3  Ashdown-Hill, John (2009) Mediaeval Colchester's Lost Landmarks. Published by The Breedon Books Publishing Company Limited. (ISBN 978-1-85983-686-6)
5. ↑  Richardson II 2011，第412–414頁.
6. ↑  Richardson II 2011，第412頁.
7. ↑  Brereton, H. The most pleasant song of Lady Bessy: the eldest daughter of King Edward the Fourth, and how she married King Henry the Seventh of the House of Lancaster p.46 (Text taken from the Ballad of Lady Bessy a contemporary primary source)
8. ↑  Kendall 1955，第193–6, 365頁.
9. ↑  Grant 1972，第16頁.